# Saint-Léger-des-Bois
Saint-Léger-des-Bois korábbi község Franciaország Loire mente régiójában, Maine-et-Loire megyében. 2019. január 1-jén Saint-Jean-de-Linières községgel egyesült és Saint-Léger-de-Linières új község része lett.
Lakosainak száma 1834 fő (2018. január 1.). Saint-Léger-des-Bois Saint-Jean-de-Linières, Bécon-les-Granits, Saint-Augustin-des-Bois, Saint-Lambert-la-Potherie és Saint-Martin-du-Fouilloux községekkel határos.

## Népesség
A település népessége az elmúlt években az alábbi módon változott:
| Lakosok száma | 1609 | 1666 | 1757 | 1771 | 1834 |
|               | 2013 | 2015 | 2016 | 2017 | 2018 |